# Internationaler Verband der deutschen Kultur
Der Internationale Verband der deutschen Kultur (IVDK) (russ.: Международный союз немецкой культуры, МСНК) ist eine gemeinnützige Organisation der Deutschen in Russland mit Hauptsitz in Moskau. Der IVDK wurde 1991 gegründet und vertritt die Interessen der Begegnungszentren der Russlanddeutschen in Russland auf föderaler Ebene. Zur Koordinierung wurden in den Föderalkreisen Russlands zwischenregionale Räte der Begegnungszentren gegründet. Diese sollen zur Stärkung der Selbstorganisation der Russlanddeutschen beitragen. Fragen des kulturgeschichtlichen Selbstverständnisses, der Sprachförderung und der Stärkung der Identität der deutschen Minderheit in Russland stehen im Mittelpunkt der Aktivitäten des IVDK. Vorsitzender des IVDK ist seit der Gründung Heinrich Martens.

## Mitglieder und Aktivitäten
Zu den Gemeinschaftsmitgliedern des Verbandes gehören auch nationale Organisationen der Deutschen in Weißrussland, Moldau, Usbekistan, Aserbaidschan, Georgien und Estland sowie einige deutsche Gesellschaften in Kirgisien, Kasachstan und in der Ukraine. Vor allem zum Zweck der Erhaltung der kulturellen Identität und Gemeinschaft der Russlanddeutschen werden Festivals, Kulturtage, Ausstellungen, Seminare und wissenschaftliche Konferenzen durchgeführt. Außerdem werden Bücher, Zeitungen und Zeitschriften zur Geschichte und Kultur der Russlanddeutschen herausgegeben.
Die Deutsch-Russische Regierungskommission für die Angelegenheiten der Russlanddeutschen tagt seit 1992 mit der Teilnahme der repräsentativen Vertreter der Russlanddeutschen. Diese Kommission, der auch Heinrich Martens (IVDK) angehört, ist das wichtigste Instrument bei der Maßnahmenregelung beider Länder. Das Ziel ist eine Verbesserung der sozialen, wirtschaftlichen und kulturellen Lage der deutschen Minderheit in Russland.

## IVDK vs. FNKA
Im Zuge der Selbstorganisation der deutschen Minderheit Russlands agiert der IVDK nicht ohne Kritik oder Konkurrenz. Während der IVDK sich vor allem auf die kulturellen Angelegenheiten der Russlanddeutschen konzentriert und zahlreiche Projekte mit staatlichen Fördermitteln aus Russland und Deutschland durchführt, setzt der Verband für „Föderale Nationale Kulturautonomie der Russlanddeutschen“ (FNKA) seit 1997 auf eine vollständige Rehabilitierung der Russlanddeutschen. Professor Viktor Baumgärtner, FNKA-Gründer sowie Moskauer Großunternehmer und Politiker, fordert die Wiederherstellung der „historischen Gerechtigkeit“ und der deutschen Autonomie an der Wolga. Gemeinsam mit einigen Opponenten Baumgärtners aus den regionalen Kulturautonomien organisierte Heinrich Martens im April 2009 einen Kongress und ließ sich zum neuen FNKA-Präsidenten wählen. Die Rechtmäßigkeit wurde vom Justizministerium anerkannt, der Streit der beiden Verbände jedoch nicht beigelegt.